# De Genestet-bank
De De Genestet-bank is een gedenkbank in de Noord-Hollandse plaats Bloemendaal. Het gedenkteken is in 1911 opgericht ter ere van dichter Petrus Augustus de Génestet (1829 – 1861) en werd ontworpen door beeldhouwer Louis Vreugde.

## Achtergrond
De Génestet was een populaire dichter dankzij zijn humoristische, toegankelijke en ontroerende gedichten. De afdeling Haarlem en omstreken van het Algemeen-Nederlands Verbond besloot voor het vijftigjarig jubileum van zijn sterfdag een gedenkteken op te richten in Bloemendaal. Dit was de plaats waar De Génestet getrouwd was met Henriette Bienfait, en waar hij zijn zomers doorbracht. Het bedrag dat benodigd was voor de oprichting van het monument werd succesvol bijeengebracht met giften.

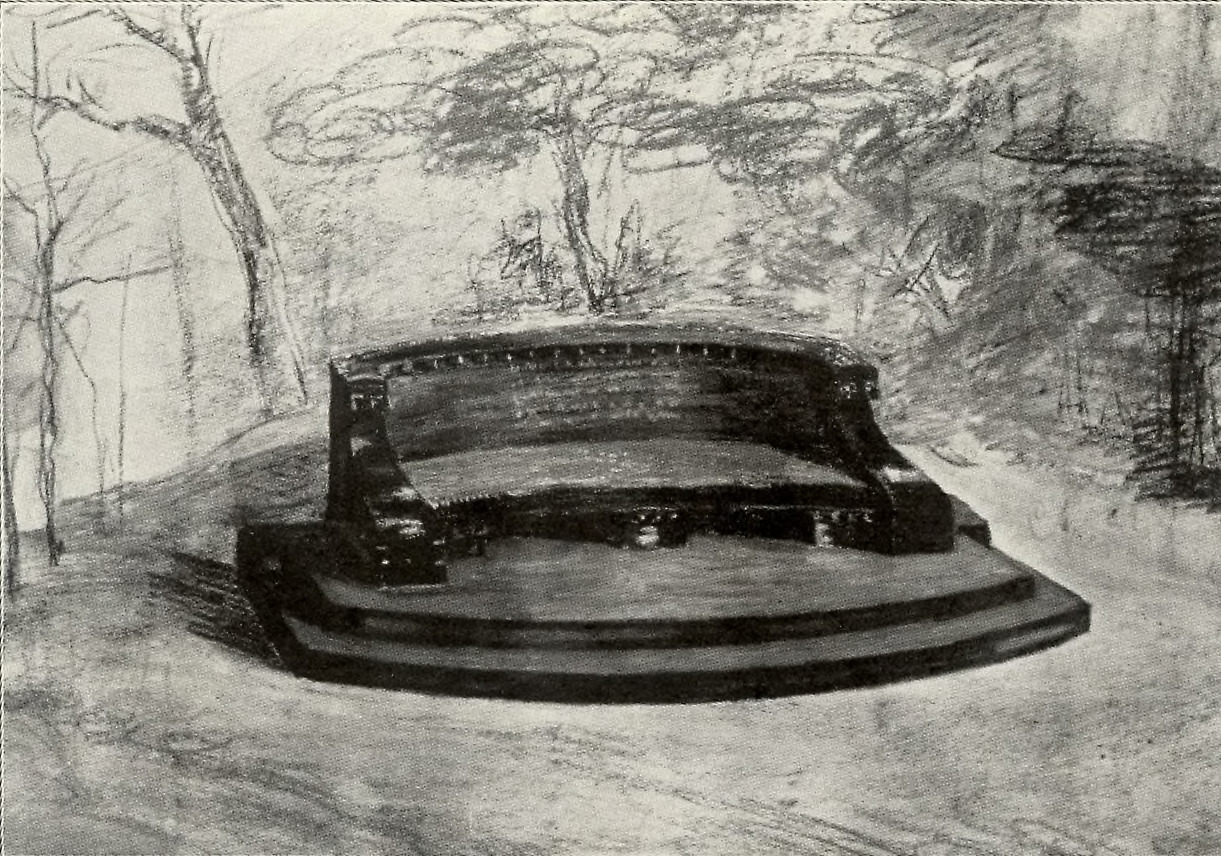
Ontwerp voor de bank, afgebeeld in Het Bloemendaalsch Weekblad van 27 mei 1911

Op de aanvankelijk geplande locatie van de bank kwam kritiek van bewoners. Hotel Duin en Daal stelde daarna ruimte beschikbaar voor plaatsing van de bank. Ook deze locatie leverde kritiek op, omdat de plek "niet historisch" zou zijn, De Génestet zou er nooit gezeten hebben. Hoe dan ook, de bank kwam wel op deze plek. De onthulling van de bank liep vertraging op door een staking in Noorwegen, alwaar het steen voor de bank vandaan kwam. Tijdens de onthulling op 14 augustus 1911 werd de bank na een gedachtenisrede door Dr. Scheper in ontvangst genomen door de burgemeester van Bloemendaal, Bas Backer.
De bank stond op een plek die moeilijk toegankelijk was en de bosschage werd slecht onderhouden. In 1922 werd besloten de bank daarom te verplaatsen naar een toegankelijkere locatie, bij de kruising van de Brederodelaan en de Donkerelaan. Rond 1929 is de bank opnieuw verplaatst, naar iets verderop, nabij het meertje van Caprera. De bank staat op dit moment nog steeds naast het meertje.

## Ontwerp
De bank van rood Zweeds graniet werd ontworpen door de beeldhouwer Louis Vreugde, die in het nabijgelegen Haarlem gevestigd was. In de rugleuning staat in reliëf de volgende tekst uit het gedicht De Liefste Plek:
de liefste plek
u heb ik uitgelezen
mijn bosch en duin en dal
daar half mijn thuis mocht wezen
21/11    u eer ik bovenal    2/7
1829   p.a. de genestet   1861